# Košarka na Mediteranskim igrama 2009.
Košarkaški turnir na MI 2009. održavao se od 27. lipnja do 4. srpnja u Pescari u Italiji, u tri dvorane. Hrvatska je bez poraza osvojila turnir. U završnici je pobijedila Grčku 70:62.
- skupina A: Hrvatska, Grčka, Srbija, Maroko
- skupina B: Turska, Italija, Crna Gora, Albanija

## Konačni poredak
| Mj. | Država    |
| --- | --------- |
| 1.  | Hrvatska  |
| 2.  | Grčka     |
| 3.  | Turska    |
| 4.  | Italija   |
| 5.  | Srbija    |
| 6.  | Crna Gora |
| 7.  | Maroko    |
| 8.  | Albanija  |

| Pobjednici           |
| -------------------- |
| Hrvatska Prvi naslov |